# اچ‌ام‌اس مونارچ (۱۷۶۵)
اچ‌ام‌اس مونارچ (۱۷۶۵) (به انگلیسی: HMS Monarch (1765)) یک کشتی بود که طول آن ۱۶۸ فوت ۶ اینچ (۵۱٫۳۶ متر) بود. این کشتی در سال ۱۷۶۵ ساخته شد.